# Un plus une
Pour plus de détails, voir Fiche technique et Distribution.
Un plus une (Un + une selon la graphie du générique et de l'affiche) est un film français réalisé par Claude Lelouch sorti en 2015.

## Synopsis
Antoine Abeilard est compositeur de musiques de films. Tout réussit à cet homme plein d'humour et de légèreté. Sa vie va cependant être chamboulée lorsqu'il part en Inde travailler sur une version très originale de Roméo et Juliette de William Shakespeare. Il y fait la rencontre d'Anna Hamon, épouse de l'ambassadeur de France. Bien que très différents, une attirance réciproque va, de confidences en confidences, très vite les rapprocher...

## Fiche technique
Sauf indication contraire, les informations mentionnées dans cette section peuvent être confirmées par la base de données cinématographiques IMDb,  présente dans la section « Liens externes ».
- Titre original : Un plus une
- Réalisation : Claude Lelouch
- Scénario : Valérie Perrin et Claude Lelouch
- Décors : Harveer Singh
- Costumes : Christel Birot
- Photographie : Robert Alazraki
- Montage : Stéphane Mazalaigue
- Musique : Francis Lai
- Production : Marc Dujardin, Samuel Hadida, Victor Hadida, Victor Hadida et Claude Lelouch

Producteurs délégués : Jean-Paul De Vidas, Mona Irani, Iqbal Kidwai et Rahul Vohra
- Sociétés de production : Les Films 13, Davis-Films, JD Prod, France 2 Cinéma, Canal+
- Société(s) de distribution : Metropolitan Filmexport (France)
- Pays d'origine :  France
- Langue originale : français
- Format : couleur
- Genre : comédie
- Durée : 113 minutes
- Dates de sortie[1] : 
  -  France : 29 août 2015 (festival du film francophone d'Angoulême)
  -  Canada : 11 septembre 2015 (festival international du film de Toronto 2015)
  -  France : 9 décembre 2015

## Distribution
- Jean Dujardin : Antoine Abeilard, le compositeur
- Elsa Zylberstein : Anna Hamon, la femme de l'ambassadeur
- Christophe Lambert : Samuel Hamon, l'ambassadeur
- Alice Pol : Alice Hanel, la pianiste
- Rahul Vohra : Rahul Abhi, le réalisateur indien
- Shriya Pilgaonkar : Ayanna qui joue le rôle de la Juliette indienne
- Abhishek Krishnan : Sanjay qui joue le rôle du voyou Roméo
- Venantino Venantini : Henri, le père d'Antoine
- Hélène Médigue : l'amie d'Anna
- Olias Lelouch : le petit Antoine, fils d'Elsa
- Kalki Koechlin : Kalki, la femme du dignitaire indien
- Dimitri Naïditch : le pianiste à New York
- Avec la participation de Mata Amritanandamayi, figure spirituelle contemporaine de l'Inde, communément appelée Amma (« Mère » en Tamil)

## Production

### Genèse et développement

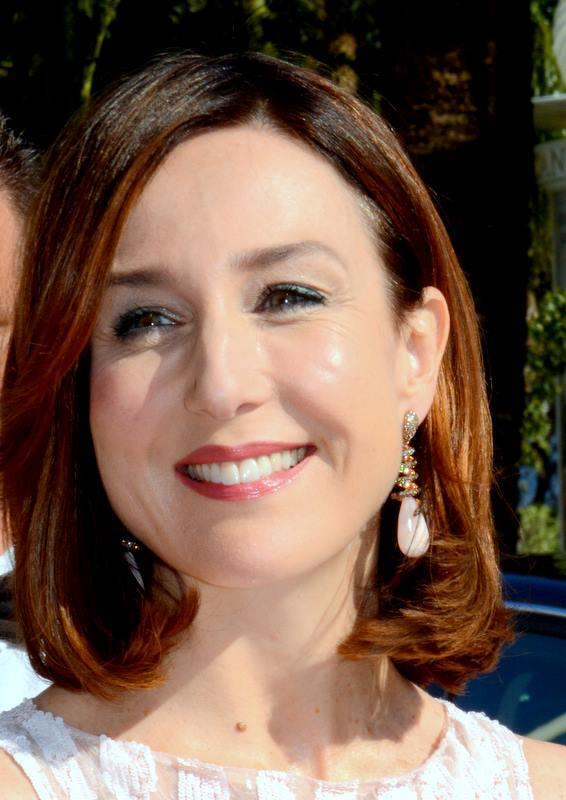
L'actrice Elsa Zylberstein au Festival de Cannes 2015.

La genèse du film a débuté dans un avion, lors d'un vol entre Paris et Los Angeles. Jean Dujardin et Elsa Zylberstein y parlent cinéma pendant des heures. Ils mentionnent notamment Claude Lelouch et particulièrement leur attachement à son film Un homme qui me plaît (1969), dans lequel Jean-Paul Belmondo joue un compositeur tombant amoureux d'une actrice jouée par Annie Girardot pendant un tournage à l'autre bout du monde. Jean Dujardin contacte ensuite le réalisateur. Trois semaines plus tard, ils se retrouvent tous les trois dans son bureau. Jean Dujardin explique :

« Claude est revenu avec cette idée : “Tu seras Antoine Abeilard, compositeur de musique, Elsa sera la femme d’un diplomate”. Les pions étaient posés : une canaille et une femme qui va s’encanailler. Et puis la grande idée de l’Inde est venue s’y ajouter. L’idée du voyage offrait cette possibilité romanesque qui appartient complètement à l’univers de Claude. »

— Jean Dujardin
Le réalisateur ajoute les éléments liés à l'Inde, pays qu'il a notamment découvert grâce à sa rencontre avec Mata Amritanandamayi.

« C'est le pays où le chaos est d'une fertilité incroyable et où le désordre est créatif. C'est vraiment le pays au monde où les gens vivent pour vivre. Les pauvres ne sont pas si malheureux que ça parce que ce sont des vies d'apprentissage, et qu'ils ont compris que l'apprentissage se faisait dans la difficulté et qu'un jour ils auront des vies plus faciles. ll y a des vies où l'on apprend, des vies où l'on vit, des vies où l'on transmet. Dans cet endroit, on nous explique aussi que la mort n'existe pas. C'est le seul endroit où l'on vous explique que l'être humain est éternel. Ça me plaît, surtout à l'âge que j'ai, maintenant que je me rapproche de la ligne d'arrivée. »

— Claude Lelouch

### Tournage
Le tournage a eu lieu en Inde, notamment à Bombay, Varanasi et à New Delhi.

## Nomination
- 21e cérémonie des prix Lumières 2016 : nomination pour le Prix Lumières de la meilleure actrice pour Elsa Zylberstein